# Центральный банк Кубы
Центральный банк Кубы (исп. Banco Central de Cuba) — центральный банк Республики Куба.

## История
С 1934 по 1949 год банкноты выпускались правительством Кубы. Законом от 13 декабря 1948 года был создан Национальный банк Кубы, начавший операции и эмиссию банкнот 27 апреля 1950 года.
После революции 1959 года началось реформирование банковской системы страны, в 1960-1961 годы правительством Ф. Кастро была произведена национализация банков, и был создан единый государственный Национальный банк (Banco Nacional de Cuba).
28 мая 1997 года был принят закон № 172, в соответствии с которым Национальный банк был реорганизован в Центральный банк Кубы.